# Olof Mark
Olof Mark (ur. 13 stycznia 1873 w Seglorze, zm. 15 maja 1920 w Sztokholmie) – szwedzki żeglarz, olimpijczyk.
Na regatach rozegranych podczas Letnich Igrzysk Olimpijskich 1912 wystąpił w klasie 6 metrów zajmując 4 pozycję. Załogę jachtu Sass tworzyli również Edvin Hagberg i Jonas Jonsson.